# Hughes OH-6 Cayuse
Hughes Helicopters OH-6 Cayuse je američki laki helikopter namijenjen obavljanju širokog spektra zadaća: izviđanju, transportu trupa i napadima na zemaljske ciljeve.

Iz Cayusea je izvedena i civilna inačica, Model 500, koju danas proizvodi MD Helicopters.

## Tehničke karakteristike (OH-6A)
Izvori podataka: Boeing
Osnovne karakteristike
- posada: 2
- dužina: 9,4 m
- visina: 2,5 m

Letne karakteristike
- najveća brzina: 236 km/h
- dolet: 664 km
- najveća visina leta: 4.815 m
- motor: 1 x Allison T63-A-5A